# 賈洪
賈 洪（か こう）は、中国後漢末から三国時代にかけての学者。字は叔業。司隸京兆郡新豊県の人。『魏略』において名を挙げられた7名の儒宗のうちの一人。

## 生涯
学問に秀で、特に『春秋左氏伝』に通じていた。建安初頭、郡に仕えて計掾に推挙され、州の徴辟にも応じた。州には参軍事以下100人余りの官吏がいたが、賈洪と左馮翊の厳苞だけが碩才の最たるものであった。3つの県令を歴任したが、いずれの地でも厩舎を（学舎として）開放し、自ら学生を教えた。
馬超は反乱を起こした際、賈洪を脅して共に華陰まで赴き、露布（布告文）を作るよう強いた。賈洪はやむを得ず筆を取ったが、賈洪の文章を知っていた司隷校尉の鍾繇は、露布が賈洪の手によるものだと見抜いた。馬超が敗れたのを境に、曹操は賈洪を召して軍謀掾に任じた。しかし、馬超に加担した過去により出世できず、晩年になって陰泉県長に就いた。
延康年間に白馬王相となった。賈洪は言葉遊びが巧みで、学問を好む曹彪は彼を師と仰いだが、その待遇は三卿（大臣）を凌ぐほどだったという。数年後に死亡し、享年は50歳余りだった。当時の人々は、彼の官職が2000石に及ばなかったことを残念がった。
南斉・梁の文学者である任昉の著作とされる『文章縁起』には、露布について「漢の賈宏が、馬超が曹操を伐つにあたり作成した」とある。